# Ischnosiphon petiolatus
Ischnosiphon petiolatus là một loài thực vật có hoa trong họ Marantaceae. Loài này được (Rudge) L.Andersson mô tả khoa học đầu tiên năm 1977.